# 灰翅噪鹛
灰翅噪鹛（学名：Ianthocincla cineracea），是画眉科噪鹛属的一种，分布于印度、缅甸和中国大陆（甘肃、陕西、山西、西藏、云南等地）。该物种的保护状况被评为无危。
灰翅噪鹛的平均体重约为50.0克。栖息地包括亚热带或热带的（低地）湿润疏灌丛、亚热带或热带的高海拔疏灌丛和亚热带或热带的湿润山地林。该物种的模式产地在印度阿萨姆邦的Manipur。

## 亚种
- 灰翅噪鹛华南亚种（学名：Ianthocincla cineracea cinereiceps）。分布于记录不详以及中国大陆的甘肃、陕西、山西、四川等地。该物种的模式产地在湖北汉口购得笼鸟。[3]
- 灰翅噪鹛西南亚种（学名：Ianthocincla cineracea strenuus）。分布于?缅甸以及中国大陆的西藏、四川、云南、广西等地。该物种的模式产地在四川康定,云南茨姑。[4]